# Coppa Italia 2024-2025 (pallamano maschile)
La Coppa Italia di pallamano 2024-2025 è stata la 40ª edizione della coppa nazionale di pallamano maschile.
La competizione si è svolta dal 27 febbraio al 2 marzo 2025 nella Play Hall di Riccione per il secondo anno consecutivo.
A vincere la competizione è stato il Cassano Magnago, per la prima volta nella sua storia, che ha battuto in finale il Conversano per 29-26.

## Formula
Il torneo si disputa con la formula delle Final Eight. Le otto squadre ammesse sono le prime otto classificate al termine del girone d'andata della Serie A Gold 2024-25.
La vincitrice della manifestazione si aggiudica un posto in EHF European Cup per la stagione successiva. Nel caso la vincitrice si sia già qualificata per qualsiasi coppa europea durante il campionato, la qualificazione viene assegnata alla finalista.

## Squadre partecipanti
Il 30 novembre 2024, al termine della tredicesima giornata, vengono decise le squadre partecipanti:
1. Pallamano Conversano 1973
2. Cassano Magnago Handball Club
3. Raimond Sassari
4. Teamnetwork Albatro
5. Alperia Black Devils
6. Bozen Loacker Volksbank
7. Pallamano Junior Fasano
8. SSV Brixen Handball

## Risultati
|  | Quarti di finale | Quarti di finale | Quarti di finale |                  |                 | Semifinali      | Semifinali | Semifinali |  |  | Finale | Finale | Finale |  |
|  |                  |                  |                  |                  |                 |                 |            |            |  |  |        |        |        |  |
|  | 1                | Conversano       | 38               |                  |                 |                 |            |            |  |  |        |        |        |  |
|  | 1                | Conversano       | 38               |                  |                 |                 |            |            |  |  |        |        |        |  |
|  | 8                | Brixen           | 32               |                  |                 |                 |            |            |  |  |        |        |        |  |
|  | 8                | Brixen           | 32               |                  | Conversano      | Conversano      | 41         |            |  |  |        |        |        |  |
|  |                  |                  |                  |                  | Conversano      | Conversano      | 41         |            |  |  |        |        |        |  |
|  |                  |                  | Albatro Siracusa | Albatro Siracusa | 31              |                 |            |            |  |  |        |        |        |  |
|  | 4                | Albatro Siracusa | Albatro Siracusa | Albatro Siracusa | 31              | 29 (d.t.r.)     |            |            |  |  |        |        |        |  |
|  | 4                | Albatro Siracusa |                  |                  |                 |                 |            |            |  |  |        |        |        |  |
|  | 5                | Black Devils     | 27               |                  |                 |                 |            |            |  |  |        |        |        |  |
|  | 5                | Black Devils     | 27               |                  | Conversano      | Conversano      | 26         |            |  |  |        |        |        |  |
|  |                  |                  |                  |                  |                 |                 |            |            |  |  |        |        |        |  |
|  |                  |                  | Cassano Magnago  | Cassano Magnago  | 29              |                 |            |            |  |  |        |        |        |  |
|  | 2                | Cassano Magnago  | Cassano Magnago  | Cassano Magnago  | 29              | 37              |            |            |  |  |        |        |        |  |
|  | 2                | Cassano Magnago  |                  |                  |                 |                 |            |            |  |  |        |        |        |  |
|  | 7                | Junior Fasano    | 26               |                  |                 |                 |            |            |  |  |        |        |        |  |
|  | 7                | Junior Fasano    | 26               |                  | Cassano Magnago | Cassano Magnago | 33         |            |  |  |        |        |        |  |
|  |                  |                  |                  |                  | Cassano Magnago | Cassano Magnago | 33         |            |  |  |        |        |        |  |
|  |                  |                  | Bozen            | Bozen            | 25              |                 |            |            |  |  |        |        |        |  |
|  | 3                | Sassari          | Bozen            | Bozen            | 25              | 27              |            |            |  |  |        |        |        |  |
|  | 3                | Sassari          |                  |                  |                 |                 |            |            |  |  |        |        |        |  |
|  | 6                | Bozen            | 33               |                  |                 |                 |            |            |  |  |        |        |        |  |

### Quarti di finale
| Arbitri: | C. Dionisi S. Maccarone (L'Aquila) |

|          |           |         |
| Branca 9 | Marcatori | Cunha 6 |

| Arbitri: | C. Cardone L. Cardone (Napoli) |

|           |           |          |
| Brenne 10 | Marcatori | Cañete 7 |

| Arbitri: | G. Fato L. Guarini (Fasano) |

|                              |                      |                                    |
| Pauloni 6                    | Marcatori            | Starčević 7                        |
| Pauloni De Luca Sanek Cirilo | Tiri di rigore 4 – 2 | Raffeiner Núñez Fadanelli Prantner |

| Arbitri: | M. Carrino S. Pellegrino (Napoli) |

|             |           |            |
| Hamidović 8 | Marcatori | Udovičić 9 |

### Semifinali
| Arbitri: | G. Fato L. Guarini (Fasano) |

|          |           |              |
| Savini 8 | Marcatori | Martinović 7 |

| Arbitri: | C. Dionisi S. Maccarone (L'Aquila) |

|        |           |           |
| Goux 8 | Marcatori | Guggino 7 |

### Finale
| Arbitri: | C. Cardone L. Cardone (Napoli) |

|                                                                              |           |                                                                |
| Bulzamini 7 Midtun 4 Scaramelli 4 Brenne 3 Degiorgio 3 Radovčić 3 Marrochi 2 | Marcatori | Moretti 8 Branca 5 Dapiran 5 Savini 4 Kabeer 3 Mazza 3 Dorio 1 |